# Prestonsburg (Kentucky)
Prestonsburg es una ciudad ubicada en el condado de Floyd en el estado estadounidense de Kentucky. En el Censo de 2010 tenía una población de 3255 habitantes y una densidad poblacional de 97,42 personas por km².

## Geografía

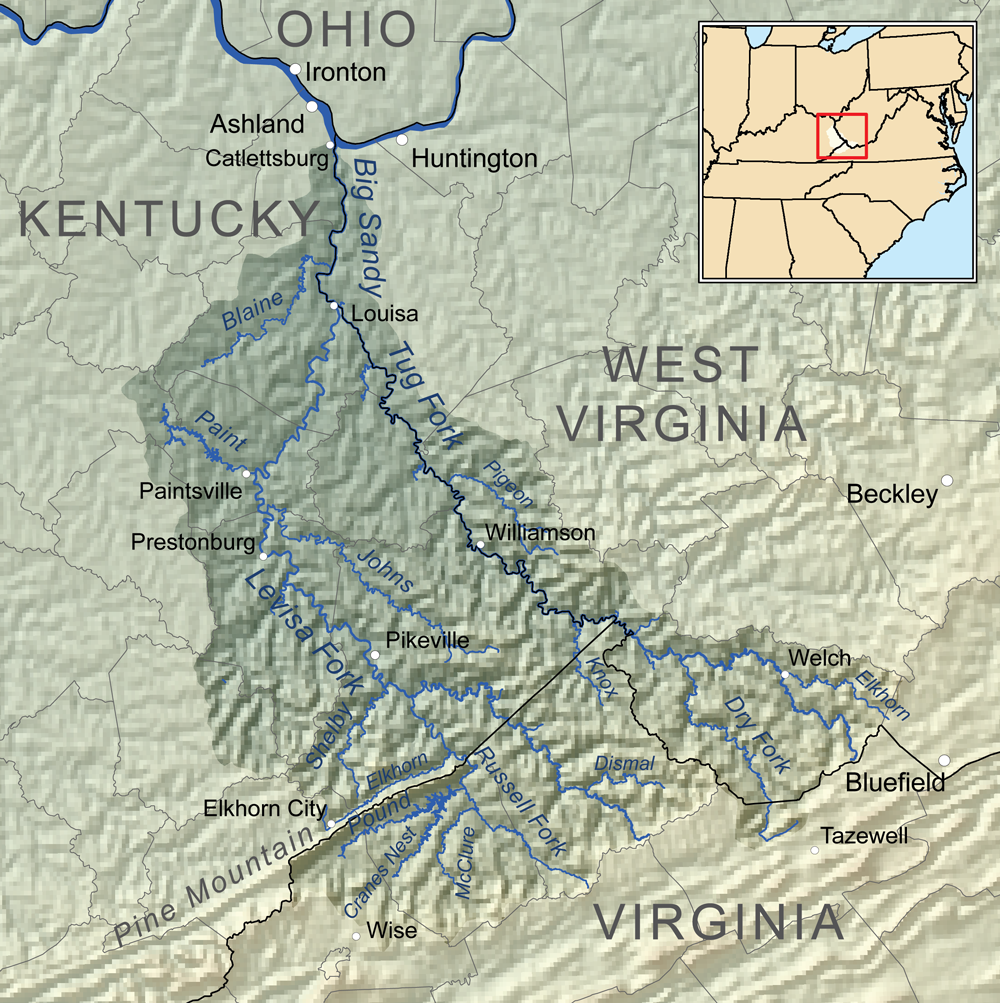
Mapa del río Big Sandy en el que aparece en el centro y a la izquierda, Prestonsburg

Prestonsburg se encuentra ubicada en las coordenadas 37°42′6″N 82°45′7″O / 37.70167, -82.75194, a la orilla del río Levisa Fork, una de las fuentes del río Big Sandy, que es un afluente del Ohio, a su vez, afluente del Misisipi. Según la Oficina del Censo de los Estados Unidos, Prestonsburg tiene una superficie total de 33.41 km², de la cual 32.9 km² corresponden a tierra firme y (1.52%) 0.51 km² es agua.

## Demografía
Según el censo de 2010, había 3255 personas residiendo en Prestonsburg. La densidad de población era de 97,42 hab./km². De los 3255 habitantes, Prestonsburg estaba compuesto por el 97.94% blancos, el 0.28% eran afroamericanos, el 0.09% eran amerindios, el 0.34% eran asiáticos, el 0% eran isleños del Pacífico, el 0.34% eran de otras razas y el 1.01% pertenecían a dos o más razas. Del total de la población el 1.23% eran hispanos o latinos de cualquier raza.